# ガエタノ・ヴェストリス

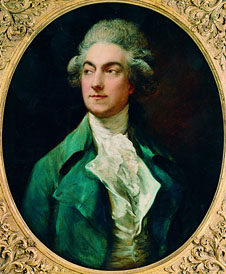
ゲインズバラによるガエタノ・ヴェストリスの肖像（1781年）

ガエタノ・ヴェストリス（Gaetano Apolline Baldassarre Vestris、1729年4月18日 - 1808年9月23日）は、イタリア出身でパリ・オペラ座を中心にヨーロッパの各地で活動したバレエダンサー・振付家・バレエ指導者である。18世紀から19世紀にかけて著名なバレエダンサーや俳優を輩出したヴェストリス家の一員であり、息子のオーギュスト・ヴェストリスと並んで「舞踊の神」（le dieu de la danse）と呼ばれるほどの人気と実力を誇ったダンサーであった。

## 生涯
フィレンツェに生まれる。ヴェストリス家はバレエダンサーや俳優を多く出した家系であり、ガエタノもバレエの道に進んだ。イタリアやドイツの歌劇場でバレエを学んだ後、パリに出てルイ・デュプレ（en:Louis Dupré (dancer)）に師事し、イタリアの各都市で舞台に立っていた。バレエダンサーとして既に活躍していた姉テレーザ（de:Therese Vestris、1726年 - 1808年1月18日）の働きかけによって、弟アンジョーロ（en:Angiolo Vestris 、1730年11月19日 - 1809年6月10日）と一緒にパリ・オペラ座へ加入し、1748年に舞台デビューを果たした。その後1751年にプルミエ・ダンスールに昇格した。
ガエタノはリュリやラモーの作品で舞台に立ち、テレーザ、アンジョーロとともに宮廷の主催する舞台に出演することもあった。1754年に当時オペラ座の首席振付家を務めていたジャン＝バルテルミー・ラニ（fr:Jean-Barthélemy Lany）と諍いを起こし、テレーザのためにラニに決闘を挑んだ。この決闘は行われなかったが、結果としてガエタノは短期間投獄されることになった。釈放された後は、テレーザ、アンジョーロとともにベルリンへ行き、その後トリノに移って短期間その地でバレエマスターを務めた。
1755年、再びパリ・オペラ座の舞台に立つことになり、1782年まで在籍した。オペラ座在籍中に、70作以上のバレエやオペラで主要な役柄を踊っている。1761年に一時休暇を取ってシュトゥットガルトの劇場に行き、『ヘラクレスの死』（La Mort d'Hercule、1862年）、『プシュケとアモール』（Psyché et l'Amour、1762年）などのノヴェール振付作品の初演に出演した。ガエタノはノヴェールに強い影響を受け、後にノヴェールの理念に基づいてパリ・オペラ座にも「バレエ・ダクシオン」（Ballet d'action）を導入した。
1761年に、パリ・オペラ座の共同振付家に任命された。1770年からはラニの後任としてオペラ座の首席振付家に就任し、1776年まで勤め上げた。ガエタノが首席振付家を退いた後は、ノヴェールがその地位を引き継いだ。ガエタノは年金を受給することになったが、その後もパリ・オペラ座に籍を置いた。1781年にロンドンへ渡り、キングス劇場で息子オーギュストと共演した。「舞踊の神」と呼ばれる父子2人の共演は大きな話題となり、この舞台を見るために議会までが中断されたと伝わる。
ガエタノは長身で威厳と風格があり、小柄で超絶技巧の持ち主として知られた息子オーギュストとは対照的だった。彼は、当時慣例とされていた仮面をつけずに舞台に立った初のダンサーの一人とされている。また、マイムの技量も優れていた。一方で強い虚栄心を持ち、「ヨーロッパには真に偉大なる人物は3人しかいない。それはプロイセンのフリードリヒ大王、ヴォルテール、そしてこの私である」との発言を残している。
私生活においては、ドレスデン生まれのバレエダンサーでドイツ人のアンナ・ハイネル（de:Anna Heinel、1753年10月4日 - 1808年3月17日）と結婚し、子供のうち数名はバレエの道に進んだ。但しオーギュストはガエタノの嫡出子ではなく、同じくバレエダンサーだったマリー・アラール（Marie Allard、1742年 - 1802年）との間の子だった。71歳の時、孫の初舞台に際して再び舞台に登場した。1808年9月にパリで死去したが、死去の日付については9月23日と9月27日の2つの説がある。